# Konstantinovy Lázně
Konstantinovy Lázně è un comune della Repubblica Ceca facente parte del distretto di Tachov, nella regione di Plzeň.